# Gran Premio di Francia 1969
Il Gran Premio di Francia 1969, LV Grand Prix de France e quinta gara del campionato di Formula 1 del 1969, si è svolto il 6 luglio sul Circuito di Clermont-Ferrand ed è stato vinto da Jackie Stewart su Matra-Ford Cosworth.

## Qualifiche
| Pos | No | Pilota               | Costruttore  | Scuderia                              | Tempo  | Distacco |
| --- | -- | -------------------- | ------------ | ------------------------------------- | ------ | -------- |
| 1   | 2  | Jackie Stewart       | Matra-Ford   | Matra International                   | 3:00.0 | -        |
| 2   | 4  | Denny Hulme          | McLaren-Ford | Bruce McLaren Motor Racing            | 3:02.4 | +1.8     |
| 3   | 15 | Jochen Rindt         | Lotus-Ford   | Gold Leaf Team Lotus                  | 3:02.5 | +1.9     |
| 4   | 11 | Jacky Ickx           | Brabham-Ford | Motor Racing Developments Ltd         | 3:02.6 | +2.0     |
| 5   | 7  | Jean-Pierre Beltoise | Matra-Ford   | Matra International                   | 3:02.9 | +2.3     |
| 6   | 6  | Chris Amon           | Ferrari      | Scuderia Ferrari SpA SEFAC            | 3:04.2 | +3.6     |
| 7   | 5  | Bruce McLaren        | McLaren-Ford | Bruce McLaren Motor Racing            | 3:05.5 | +4.9     |
| 8   | 1  | Graham Hill          | Lotus-Ford   | Gold Leaf Team Lotus                  | 3:05.9 | +5.3     |
| 9   | 3  | Jo Siffert           | Lotus-Ford   | Rob Walker/Jack Durlacher Racing Team | 3:06.3 | +5.7     |
| 10  | 10 | Vic Elford           | McLaren-Ford | Antique Automobiles                   | 3:08.3 | +7.7     |
| 11  | 9  | Piers Courage        | Brabham-Ford | Frank Williams Racing Cars            | 3:09.9 | +9.3     |
| 12  | 14 | John Miles           | Lotus-Ford   | Gold Leaf Team Lotus                  | 3:12.8 | +12.2    |
| 13  | 12 | Silvio Moser         | Brabham-Ford | Silvio Moser Racing Team              | 3:14.6 | +14.0    |

## Gara
| Pos | No | Pilota               | Costruttore  | Giri | Tempo/Ritiro        | Pos. Griglia | Punti |
| --- | -- | -------------------- | ------------ | ---- | ------------------- | ------------ | ----- |
| 1   | 2  | Jackie Stewart       | Matra-Ford   | 38   | 1:56:47.4           | 1            | 9     |
| 2   | 7  | Jean-Pierre Beltoise | Matra-Ford   | 38   | + 57.1              | 5            | 6     |
| 3   | 11 | Jacky Ickx           | Brabham-Ford | 38   | + 57.3              | 4            | 4     |
| 4   | 5  | Bruce McLaren        | McLaren-Ford | 37   | + 1 Giro            | 7            | 3     |
| 5   | 10 | Vic Elford           | McLaren-Ford | 37   | + 1 Giro            | 10           | 2     |
| 6   | 1  | Graham Hill          | Lotus-Ford   | 37   | + 1 Giro            | 8            | 1     |
| 7   | 12 | Silvio Moser         | Brabham-Ford | 36   | + 2 Giri            | 13           |       |
| 8   | 4  | Denny Hulme          | McLaren-Ford | 35   | + 3 Giri            | 2            |       |
| 9   | 3  | Jo Siffert           | Lotus-Ford   | 34   | + 4 Giri            | 9            |       |
| Ret | 6  | Chris Amon           | Ferrari      | 30   | Motore              | 6            |       |
| Ret | 15 | Jochen Rindt         | Lotus-Ford   | 22   | Probl. Fisici       | 3            |       |
| Ret | 9  | Piers Courage        | Brabham-Ford | 21   | Telaio              | 11           |       |
| Ret | 14 | John Miles           | Lotus-Ford   | 1    | Pompa della benzina | 12           |       |

## Statistiche

### Piloti
- 9ª vittoria per Jackie Stewart
- 1º Gran Premio per John Miles

### Costruttori
- 7ª vittoria per la Matra

### Motori
- 20° vittoria per il motore Ford Cosworth
- 40° podio per il motore Ford Cosworth

### Giri al comando
- Jackie Stewart (1-38)

## Classifiche Mondiali

### Piloti
| Pos. | Pilota               | Punti |
| ---- | -------------------- | ----- |
| 1    | Jackie Stewart       | 36    |
| 2    | Graham Hill          | 16    |
| 3    | Jo Siffert           | 13    |
|      | Bruce McLaren        | 13    |
| 5    | Jean-Pierre Beltoise | 11    |
|      | Denny Hulme          | 11    |
| 7    | Jacky Ickx           | 7     |
| 8    | Piers Courage        | 6     |
| 9    | Chris Amon           | 4     |
| 10   | Richard Attwood      | 3     |
| 11   | John Surtees         | 2     |
|      | Vic Elford           | 2     |
| 13   | Jack Brabham         | 1     |

### Costruttori
| Pos. | Team                  | Punti |
| ---- | --------------------- | ----- |
| 1    | Matra-Ford Cosworth   | 36    |
| 2    | Lotus-Ford Cosworth   | 22    |
| 3    | McLaren-Ford Cosworth | 18    |
| 4    | Brabham-Ford Cosworth | 13    |
| 5    | Ferrari               | 4     |
| 6    | BRM                   | 2     |